# Хуан де Діос Арансасу
Хуан де Діос Арансасу Гонсалес (ісп. Juan de Dios Aranzazu González; 8 березня 1798 — 14 квітня 1845) — колумбійський політик, губернатор Антіокії, виконував обов'язки президента Республіки Нова Гранада через зайнятість Педро Алькантари Еррана на фронті.

## Біографія
Народився 1798 року в місті Ла-Сеха. Вивчав право у коледжі Святого Варфоломія в Боготі. Був залучений до родинного бізнесу, у зв'язку з чим подорожував країною та відвідав деякі сусідні держави.
Від 1823 року розпочав свою політичну діяльність, відтоді неодноразово обирався до лав Конгресу. 1828 року брав участь у Конвенції в Оканьї, що намагалась реформувати конституцію 1821 року. Потім він став членом комітету, який безуспішно намагався відмовити Хосе Антоніо Паеса не відокремлювати Венесуелу від Колумбії. 1829 року підтримав повстання Хосе Марії Кордови проти диктатури Сімона Болівара.
Від 1832 до 1836 року займав пост губернатора провінції Антіокія.
1841 року президентом країни став Педро Алькантара Ерран, а Арансасу очолив Державну раду. В той час у країні тривала «війна Вищих», а Ерран був зайнятий на фронті, тому обов'язки президента виконував віцепрезидент Домінго Кайседо. Втім коли й той не зміг виконувати обов'язки президента, державу тимчасово очолив Арансасу, й перебував на посту до самого завершення війни.